# Faronta quadrannulata
Faronta quadrannulata is een vlinder uit de familie van de uilen (Noctuidae). De wetenschappelijke naam van de soort is voor het eerst geldig gepubliceerd in 1875 door H.K. Morrison. De soort werd ontdekt in Dodge County (Nebraska).